# Moussa Koïta
Moussa Koïta (ur. 19 listopada 1982 roku w Saint-Denis, Francja) – francuski piłkarz senegalskiego pochodzenia występujący na pozycji napastnika w KRC Genk.